# Queendom
Queendom è un singolo della cantante norvegese Aurora, pubblicato il 16 aprile 2018 come primo estratto dal secondo EP Infections of a Different Kind - Step I.

## Descrizione
La cantante ha descritto così il brano:

## Video musicale
Il videoclip è stato pubblicato il 2 maggio 2018 contemporaneamente alla pubblicazione del singolo sul canale Vevo-YouTube della cantante.

## Tracce
1. Queendom – 3:27 (Aurora Aksnes, Couros Sheibani, Fiona Mackay Barclay Bevan, James Jacob)